# ビスモデギブ
ビスモデギブ（英：Vismodegib）はヘッジホッグシグナル伝達経路に対する阻害薬の一種である。現在研究中の医薬品で、様々なタイプの腫瘍に使える分子標的薬として期待されている。開発名はRG3616またはGDC-0449である。
2011年6月現在、アメリカなどで転移性の基底細胞癌での第II相試験を終了しており、転移性大腸癌、肺小細胞癌、進行性胃癌、膵臓癌、髄芽腫で第II相試験が進行中である。日本では中外製薬がライセンスを獲得しており、臨床試験が行われる予定となっている。

## 作用機序
ビスモデギブはヘッジホッグシグナル経路を構成するSmoothened(SMO)を阻害するアンタゴニストとして働く。このシグナル経路は90%以上の基底細胞癌で活性化していることが知られる。SMOの473番目のアスパラギン酸（D473）に変異がある腫瘍細胞ではビスモデギブに対し耐性を示す。